# PMOS

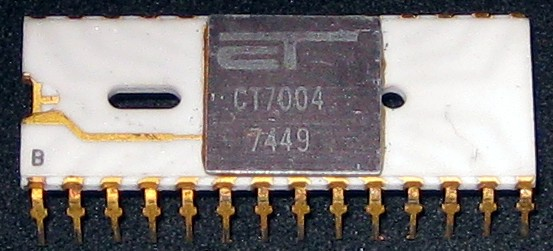
PMOS óra-IC, 1974

A PMOS vagy pMOS logika (p-csatornás fém–oxid–félvezető) p-csatornás, javító módú MOSFET-eken alapuló digitális áramkörök családja. Az 1960-as évek végén és az 1970-es évek elején a PMOS logika volt a legfőbb félvezető-technológia az LSI-k terén, mielőtt az NMOS és a CMOS felváltotta.

## Története és alkalmazása
Mohamed Atalla és Dawon Kahng hozták létre az első működő MOSFET-et a Bell Labsnél 1959-ben. PMOS- és NMOS-eszközöket is létrehoztak, de csak a PMOS-eszközök működtek. Több mint egy évtizeddel később sikerült csak a gyártási folyamat során bekerülő szennyeződések (különösen a nátrium) gyakorlatban használható NMOS-eszközökhöz megfelelő kezelése.
A bipoláris kapcsolásos tranzisztorhoz képest az egyetlen ekkor az integrált áramkörben elérhető eszköz, a MOSFET számos előnnyel rendelkezik:
- A hasonló félvezető eszközök létrehozásának hasonló pontosságot igénylő folyamataihoz képest a MOSFET területigénye csak 10%-a a bipoláris kapcsolásos tranzisztorénak.[3]:87 Ennek oka, hogy a MOSFET önszigetelő, és nem igényel p–n kapcsolásizolációt a környező komponensektől.
- A MOSFET előállítása kevesebb lépésből áll, így egyszerűbben és olcsóbban gyártható (egy diffúziós dópolás[3](pp87) szemben a bipoláris tranzisztor 4 lépésével).[3](pp50)
- Mivel nincs statikus elektromosság a MOSFET-nél, a MOSFET-alapú integrált áramkör energiaigénye alacsonyabb.

Hátrányai ezek voltak a bipoláris integrált áramkörhöz képest:
- A váltási sebesség sokkal kisebb volt a nagy kapukapacitás miatt
- A magas küszöbfeszültség nagyobb minimális áramforrás-feszültséghez vezetett (-24-től –28 V-ig).[4]

A General Microelectronics az első kereskedelmi PMOS áramkört 1964-ben mutatta be, mely 20 bites eltolásos regiszter volt 120 MOSFET-tel, mely ekkor nagy fokú integráltság volt. Az 1965-ös kísérlet 23 külön integrált áramkör létrehozására a Victor Comptometer számára azonban nem sikerült, és ez végül a General Microelectronics végét okozta. Más számítógépek tovább készítettek PMOS áramköröket, például eltolásos regisztereket (General Instrument) vagy az analóg 3705-ös multiplexert (Fairchild Semiconductor), ami lehetetlen volt a bipoláris technológiákkal.
Jelentős javítás volt a poliszilícium önelrendezettkapu-technológia (1968). Tom Klein és Federico Faggin, a Fairchild Semiconductor dolgozói a folyamatot javították, hogy kereskedelemben is megfelelhessen, lehetővé téve az analóg 3708-as multiplexer, az első szilíciumkapus integrált áramkör megjelenését. A folyamat lehetővé tett kisebb gyártási hibahatárokat, így kisebb MOSFET-ek és kisebb állandó kapukapacitásokat. Például a kor PMOS memóriái 3-5-ször akkora sebességet értek el feleakkora területen. A poliszilícium kapuanyag nemcsak az önelrendezett kaput tette lehetővé, hanem kisebb küszöbfeszültséget, így kisebb minimális áramforrás-feszültséget (például -16 V),:1–13 csökkentve az energiaigényt. Az alacsonyabb feszültség miatt a szilíciumkapus PMOS logikát gyakran alacsony feszültségű PMOS-nak nevezik a régebbi, fémkapussal szemben, melyet magas feszültségűnek neveznek.:89
Bizonyos okokból a Fairchild Semiconductor nem haladt tovább a PMOS integrált áramkörök fejlesztésével a menedzserek kéréseinek megfelelően.:1302 Kettejük, Gordon Moore és Robert Noyce, 1968-ban kivált és létrehozta saját cégüket, az Intelt. Kevéssel később további Fairchild-mérnökök csatlakoztak hozzájuk, például Federico Faggin és Les Vadasz. Az Intel az első, 256 bites kapacitású PMOS statikus RAM-ot, az Intel 1101-et 1969-ben mutatta be.:1303 Az 1024 bites dinamikus RAM, az Intel 1103 követte ezt 1970-ben. Az 1103 sikeres volt, és gyorsan kezdte a ferritgyűrűs memória felváltását. Az Intel első PMOS mikroprocesszora, az Intel 4004 1971-ben jelent meg. Számos társaság követte az Intelt. A legtöbb korai mikroprocesszor PMOS technológiával készült: ilyen volt még az Inteltől a 4040 és 8008, az IMP-16, a National Semiconductortól a PACE és az SC/MP, a Texas Instrumentstől a TMS1000, a Rockwell Internationaltől a PPS-4 és a PPS-8 processzora. Számos első van ezek közt: az első 4 bite (4004), illetve 8 bites mikroprocesszor (8008), az első egychipes 16 bites mikroprocesszor (PACE) és az első egychipes 4 bites mikrokontroller (TMS1000, ahol a RAM és a ROM egy chipen van a processzorral).
1972-re az NMOS technológiája annyira fejlődött, hogy kereskedelemben kapható termékekben is használható lett. Mind az Intel (a 2102-vel), mind az IBM bevezetett 1 kbites memóriákat. Mivel az elektronok az NMOS MOSFET-ekben nagyjából háromszor olyan könnyen mozgékonyak, mint az elektronhiányok a PMOS MOSFET-ek p-csatornájában, az NMOS-logika nagyobb váltósebességet tesz lehetővé, ezért az NMOS-logika elkezdte felváltani a PMOS-t. Az 1970-es évek végére az NMOS processzorok felváltották a PMOS-t. A PMOS egy ideig használatban maradt alacsony költsége és magas integráltsága miatt egyszerű órákban és számológépekben. A CMOS energiaigénye sokkal alacsonyabb mind a PMOS-nál, mind az NMOS-nál. Bár a CMOS áramkört már 1963-ban javasolta Frank Wanlass, és a kereskedelemben kapható 4000 sorozat CMOS integrált áramköreit 1968-tól kezdték gyártani, a CMOS gyártása bonyolult maradt, és se a PMOS vagy NMOS integrációs fokát, se az NMOS sebességét nem tudta elérni. Az 1980-as évekig tartott, hogy a CMOS felváltsa az NMOS-t a fő mikroprocesszor-technológiaként.

## Leírása
A PMOS áramkörök számos hátránnyal rendelkeznek az NMOS-hoz és a CMOS-hoz képest, amilyenek a számos eltérő áramforrási feszültség igénye, nagy áramveszteség a vezetői állapotban, a nagy felületi igények és az alacsonyabb váltási sebesség.
A PMOS p-csatornás (+) fém-oxid-félvezető mezőhatás-tranzisztorokat (MOSFET) használ a logikai kapukhoz és más digitális áramkörökhöz. A PMOS tranzisztorok n-típusú tranzisztorteste inverziós réteggel rendelkezik. Ez a p-csatorna, mely elektronlyukakat képes vezetni a p-típusú forrás és cél közt.
A p-csatorna negatív feszültség (gyakran -25 V) harmadik terminálhoz (kapu) való csatlakoztatásával jön létre. Más MOSFET-ekhez hasonlóan a PMOS tranzisztorok négyféleképp működhetnek: küszöb alatti, trióda, feltöltött (más néven aktív) és gyorsan feltöltött.
Míg a PMOS-logika könnyen tervezhető és készíthető (egy MOSFET működhet ellenállásként, így egy teljes áramkör létrehozható PMOS FET-ekkel), számos hátránya van, például egyenáram áthaladása aktív PUN mellett, vagyis ha a kimenet 1, ami statikus elektromossággal jár tétlen áramkör esetén is.
Ezenkívül a PMOS áramkörökben az 1–0 átmenet lassú: 0-ról 1-re való átmenetkor a tranzisztorok ellenállása alacsony, és a töltés a kimeneten hamar összegyűlik (hasonlóan egy kondenzátor alacsony ellenállású töltéséhez). Azonban a kimenet és a negatív forrás közti ellenállás sokkal nagyobb, így az 1-ről 0-ra való átmenet hosszabb (hasonlóan a kondenzátor magas ellenállás melletti lemerítéséhez).  through a high resistance). Egy alacsonyabb értékű ellenállás gyorsítja a folyamatot, de növeli a statikus elektromosságvesztést.
Ezenkívül az aszimmetrikus bemeneti logikai szintek a PMOS áramköröket érzékennyé teszi a zajra.
A legtöbb PMOS integrált áramkörnek 17-24 V-os egyenáramú forrás kell. Az Intel 4004 PMOS mikroprocesszor azonban poliszilícium kapus PMOS-logikát használ, nem fémkapusat, lehetővé téve kisebb feszültségkülönbséget. A TTL-jelekkel való kompatibilitáshoz a 4004 pozitív áramforrásának {\displaystyle V_{SS}=+5\ {\text{V}}}, a negatívnak {\displaystyle V_{DD}=-10\ {\text{V}}} a feszültsége.

## Kapuk
A p-típusú MOSFET-ek „ellenállásnövelő hálózatban” (angol rövidítés: PUN) vannak elrendezve a logikai kapu kimenete és a pozitív áramforrási feszültség közt, és egy ellenállás van a kimenet és a negatív forrás feszültsége közt. Az áramkörben ha a kívánt kimenet 1, a PUN aktív, létrehozva az áramnak egy utat az áramforrás és a kimenet közt.
A PMOS-kapuk elrendezése az NMOS-kapukéhoz hasonló, ellenkező feszültségekkel. Így aktív 1-es logika esetén a De Morgan-törvények szerint a PMOS NOR-kapu ugyanolyan szerkezetű, mint az NMOS NAND-kapu és fordítva.
|  |  |  |

## Fordítás
Ez a szócikk részben vagy egészben  a   PMOS logic című angol Wikipédia-szócikk ezen változatának fordításán alapul.  Az eredeti cikk szerkesztőit annak laptörténete sorolja fel. Ez a jelzés csupán a megfogalmazás eredetét és a szerzői jogokat jelzi, nem szolgál a cikkben szereplő információk forrásmegjelöléseként.
Ez a szócikk részben vagy egészben  a   PMOS című angol Wikipédia-szócikk ezen változatának fordításán alapul.  Az eredeti cikk szerkesztőit annak laptörténete sorolja fel. Ez a jelzés csupán a megfogalmazás eredetét és a szerzői jogokat jelzi, nem szolgál a cikkben szereplő információk forrásmegjelöléseként.